# Fanjiazhuang
Fanjiazhuang är en sockenhuvudort i Kina. Den ligger i provinsen Hebei, i den norra delen av landet, omkring 190 kilometer sydväst om huvudstaden Peking. Antalet invånare är 9 100. Befolkningen består av 4 407 kvinnor och 4 693 män. Barn under 15 år utgör 22,0 %, vuxna 15-64 år 71 %, och äldre över 65 år 6,0 %.
Runt Fanjiazhuang är det tätbefolkat, med 476 invånare per kvadratkilometer. Närmaste större samhälle är Lingshan, 14,0 km söder om Fanjiazhuang. Trakten runt Fanjiazhuang består till största delen av jordbruksmark.
Genomsnittlig årsnederbörd är 675 millimeter. Den regnigaste månaden är juli, med i genomsnitt 200 mm nederbörd, och den torraste är januari, med 3 mm nederbörd.